# Protesty w Karakałpacji (2022)
Protesty w Karakałpacji – protesty spowodowane zapowiedzią poprawek do konstytucji Uzbekistanu przez prezydenta Shavkata Mirziyoyeva, które, gdyby weszły w życie, ograniczyłyby autonomię tego regionu Uzbekistanu.

## Przebieg
W autonomicznym regionie Uzbekistanu – Karakałpacji 1 lipca 2022 wybuchły protesty przeciwko proponowanym przez uzbeckiego prezydenta Shavkata Mirziyoyeva poprawkom do konstytucji Uzbekistanu, które oznaczałyby pozbawienie Karakałpacji statusu autonomicznego regionu Uzbekistanu i prawa do oderwania się od Uzbekistanu w drodze referendum. Dzień po rozpoczęciu protestów w stolicy regionu Nukusie prezydent Mirziyoyev wycofał poprawki do konstytucji. Rząd Karakałpacji twierdził, że protestujący próbowali szturmować budynki rządowe. Pomimo ustępstw udzielonych przez rząd Uzbekistanu w zakresie zachowania autonomii Karakałpacji, protesty nadal narastały, w wyniku czego 2 lipca na obszarze całego regionu autonomicznego zablokowano dostęp do Internetu, a prezydent Mirziyoyev ogłosił stan wyjątkowy na obszarze tego regionu. Choć na razie nie jest znana liczba ofiar, posty w mediach społecznościowych sugerowały, że kilka osób zostało zabitych lub rannych podczas demonstracji i został również opublikowany film pokazujący duże ilości krwi na ulicach Nukusu. 3 lipca zakończono tłumienie protestów, a 21 lipca zniesiono stan wyjątkowy w regionie.